# Qazvin (provins)
Qazvin (persisk: قزوین) er en af de 30 provinser i Iran. Den ligger i det nordvestlige del af landet. Provinsens hovedby er byen Qazvin. Provinsen blev lavet i 1996 ud af provinsen Zanjan og har 20 byer: Qazvin, Takestan, Abyek, Booin Zahra, Eqhbalieh, Mohammadieh, Alvand, Isfarvadin, Mahmood Abad Nemooneh, Khoram Dasht, Ziä Abad, Avaj, Shäl, Danesfahan, Abgarm, Ardägh, Moallem Keläyeh, Razmian Kouhin og Bidestan.
Provinsens indbyggertal er mere end 1 million mennesker (2003), hvor 62% bor i byer og 38% bor i landsbyer. Kønsfordelingen i provinsen er 50,7% mænd og 49,3% kvinder. 99,6% af provinsens befolkning er muslimer, og de resterende 0,4% kommer fra andre religioner. Omkring 82% har læse- og skrivefærdigheder, hvilket sætter provinsen på en 7. plads i Iran